# Anatolijs Gorbunovs
Anatolijs Gorbunovs (rusky Анато́лий Валериа́нович Горбуно́в, * 10. února 1942 Pilda, kraj Ludza) je lotyšský politik.
Narodil se v rodině ruských starověrců ve vesnici Pilda na východě Lotyšska. Pracoval v zemědělství a zastával různé funkce v komsomolu a komunistické straně. Vystudoval Technickou univerzitu v Rize (1970) a stranickou školu v Moskvě (1978). V roce 1982 se stal tajemníkem městského výboru KSSS v Rize.
Od 6. října 1988 byl předsedou Nejvyššího sovětu Lotyšské sovětské socialistické republiky. Patřil k pragmatickému křídlu strany a udržoval dobré vztahy s Lotyšskou lidovou frontou, usilující o politické reformy. Po vyhlášení lotyšské nezávislosti byl úřadující hlavou státu do července 1993, kdy byl zvolen prvním prezidentem obnoveného státu Guntis Ulmanis. Vstoupil do liberálně pravicové strany Lotyšská cesta, v čele parlamentu stál do roku 1995, v tomto roce obdržel Řád tří hvězd. V letech 1996 až 1999 byl místopředsedou vlády a vedl také ministerstva dopravy a místního rozvoje. V roce 1999 byl jedním z kandidátů na prezidenta republiky. V roce 2003 byl jmenován do čela lotyšských státních lesů.